# Nyskoga distrikt
Nyskoga distrikt är ett distrikt i Torsby kommun och Värmlands län. Distriktet ligger omkring Nyskoga kyrka i norra Värmland och gränsar till Norge.

## Tidigare administrativ tillhörighet
Distriktet inrättades 2016 och utgörs av Nyskoga socken i Torsby kommun.
Området motsvarar den omfattning Nyskoga församling hade vid årsskiftet 1999/2000.

## Tätorter och småorter
I Nyskoga distrikt finns inga tätorter eller småorter.